# Alattyán
Alattyán [ˈɒlɒcːaːn] ist eine Gemeinde am westlichen Ufer des Flusses Zagyva im Komitat Jász-Nagykun-Szolnok in Ungarn.

## Lage
Alattyán liegt etwa 90 m über dem Meeresspiegel, nördlich von Szolnok und südöstlich von Jászberény. Die Ortschaft ist über die Landstraße 32 zu erreichen.

## Name
Der Name Alattyán lässt sich vom türkischen Personennamen Alîp-Tîyan ableiten, der ‘heldenhafter Falke’ bedeutet. Etymologisch gesehen steht der Name auch im Zusammenhang mit den ungarischen Ortsnamen Alap und Alpár so, wie dem Substantiv turul (altung. ‘Falke’).
Der zweite Teil steht eher im Zusammenhang mit dem türkischen Wort "doğan", welches aus dem Alttürkischen "togan" herkommt, und ebenfalls "Falke" bedeutet. "turul" selber ist verwandt mit türkisch "tuğrul" < atü. "toġrïl" = "Falke".

## Geschichte
Die Ortschaft wurde zuerst 1212 im Regestrum von Várad (lat. Regestrum Varadiense) unter dem Namen Olaptiuã erwähnt. Am Ende des 14. Jahrhunderts war die Siedlung der Besitz der Familie Kun, später gelangte sie in den Besitz der Familie Chyrke.
In Alattyán wurde ein awarischer Friedhof entdeckt.
Im 15. Jahrhundert war die Ortschaft eine kumanische Siedlung.
Während der türkischen Besatzungszeit wurde die Siedlung kaum beschädigt, in späteren Kriegen waren jedoch stärkere Verluste zu verzeichnen.
Gegen 1700 kamen viele mährische Siedler in die Gemeinde.
Alattyán und Jásztelek wurden 1977 vereinigt, sind seit 1989 jedoch wieder selbständig.

## Demographie
| Jahr | Einwohnerzahl |
| ---- | ------------- |
| 1851 | 1610          |
| 1891 | 2067          |
| 1910 | 2423          |
| 1990 | 1929          |
| 2001 | 2060          |

## Wirtschaft
Die Siedlung ist stark landwirtschaftlich geprägt. Das bedeutendste Unternehmen ist der SEI Interconnect Products Kft. (GmbH) mit 130 Mitarbeitern.

## Söhne und Töchter der Stadt
- Die väterlichen Großeltern des ehemaligen französischen Staatspräsidenten Nicolas Sarkozy waren Kleinadelige aus Alattyán.
- Árpád Gecse, Kunstmaler
- István Tukacs, Kochmeister

## Sehenswertes
- Das Geburtshaus des 1999 gestorbenen Kunstmalers Árpád Gecse. Hier sind viele Werke und Dokumente von und über den Künstler zu betrachten.
- Jüdischer Friedhof, seit 1999 Gedenkstätte
- Die 1773 errichtete Sankt-Michaels-Kirche